# Apioideae
Apioideae es una subfamilia de plantas de flores perteneciente a la familia Apiaceae. Con más de 400 géneros y 3500 especies, es una de las subfamilias dentro de la familia Apiaceae.  Apioideae se distribuye por casi todo el mundo, pero con un énfasis en las regiones templadas del hemisferio norte. Algunas especies, como las zanahorias (Daucus) y los nabos (Pastinaca) son importantes cultivos.
El número básico de cromosomas es x = 11

## Tribus
- Aciphylleae
- Annesorhizeae
- Apieae
- Apioideae incertae sedis
- Bupleureae
- Careae
- Chamaesieae
- Choritaenieae
- Coriandreae
- Echinophoreae
- Erigenieae
- Heteromorpheae
- Komarovieae
- Lichtensteinieae
- Marlothielleae
- Oenantheae
- Phlyctidocarpeae
- Pimpinelleae
- Pleurospermeae
- Pyramidoptereae
- Saniculeae
- Scandiceae
- Selineae
- Smyrnieae
- Steganotaenieae
- Tordylieae